# Waterfront (Simple Minds)
Waterfront è un singolo del gruppo musicale britannico Simple Minds, pubblicato nel 1983 dalla EMI Music Publishing come primo estratto dall'album Sparkle in the Rain.
Caratterizzato da un suono più rock, Waterfront scalò le classifiche in vari paesi di tutto il mondo, compreso la prima posizione per due settimane in Nuova Zelanda nel febbraio 1984. Raggiunse anche il n° 13 della classifica britannica. Oggi è uno dei preferiti dal vivo ed è considerato come una signature song dei Simple Minds.

## Il singolo
È dotato di una linea di basso che consiste in una singola nota (re) per tutto il brano.
La versione uscita come singolo in vinile da 7" (e nella raccolta originale Now That's What I Call Music) si differenzia dalle versioni disponibili su CD. Il singolo originale non presenta la linea del basso ripetitiva che conduce la parte principale della canzone, ma aveva un "uno, due....uno, due, tre, quattro" conteggiate dalle bacchette del batterista Mel Gaynor.
È stato utilizzato per molti anni come la canzone dello Sheffield Wednesday Football Club quando i giocatori escono prima delle partite in casa. La versione originalmente suonata era una versione dal vivo, ma da allora è stata cambiata nella registrazione in studio.

## Tracce
Testi e musiche dei Simple Minds, eccetto ove indicato

### 7"
Lato A
1. Waterfront - 4:42

Lato B
1. Hunter and the Hunted (Live) - 5:57 (Kerr, Burchill, Forbes, MacNeil)

### 12"
Lato A
1. Waterfront (Extended Version) - 5:50

Lato B
1. Hunter and the Hunted (Live) - 5:57

### CD (1990)
1. Waterfront (Extended Version) - 5:53
2. Hunter and the Hunted (Live) - 5:58
3. C Moon Cry Like a Baby - 4:20

## Formazione
- Jim Kerr - voce
- Charles Burchill - chitarra elettrica
- Derek Forbes - basso
- Michael MacNeil - tastiere
- Mel Gaynor - batteria

## Classifiche
| Classifica (1983) | Posizione massima |
| ----------------- | ----------------- |
| Australia         | 19                |
| Irlanda           | 5                 |
| Nuova Zelanda     | 1                 |
| Regno Unito       | 13                |
| Svezia            | 16                |